# غاري غارلاند
غاري غارلاند (12 أكتوبر 1957 في الولايات المتحدة - ) (بالإنجليزية: Gary Garland)‏ هو لاعب كرة سلة أمريكي في مركز مدافع مسدد الهدف. لعب مع دنفر ناغتس.

## وصلات خارجية
- غاري غارلاند على موقع إن بي أي (الإنجليزية)
- غاري غارلاند على موقع سبورتس رفرنس (الإنجليزية)
- غاري غارلاند على موقع كلية كرة السلة في سبورتس رفرنس.كوم (الإنجليزية)
- غاري غارلاند على موقع ريلجم (الإنجليزية)
- غاري غارلاند على موقع بروبوليرز (الإنجليزية)